# Jugovzhodna Slovenija
Statistična regija jugovzhodna Slovenija je ena od dvanajstih statističnih regij Slovenije. 

## Statistična regija jugovzhodna Slovenija v besedi
Ta regija na jugovzhodu Slovenije je po površini največja slovenska regija, ki povezuje v enoto štiri pokrajine: deželo suhe robe, deželo kočevskega medveda, deželo cvička in deželo zelenega Jurija. Njen razvoj omogoča v največji meri industrija (avtomobilska, farmacevtska in druga lahka industrija).
Obsega 13,2 % površine Slovenije
Jugovzhodna Slovenija je z 2.675 km2 po površini največja statistična regija. Je približno 6-krat večja od zasavske, po površini najmanjše regije. V 2023 je v jugovzhodni Sloveniji živelo okoli 7 % prebivalcev države, kar je bil peti največji delež med regijami. Je med redkeje poseljenimi, saj je na km2 živelo povprečno 55 prebivalcev oz. skoraj dvakrat manj od državnega povprečja (tj. 105 prebivalcev na km2).
Prebivalstvo
Starostna sestava prebivalstva je bila v 2023 ugodnejša kot v večini drugih regij. Povprečna starost prebivalcev v jugovzhodni Sloveniji je bila druga najnižja in je znašala 43 let. Indeks staranja je bil prav tako drugi najnižji in je na sredini leta znašal 125. To pomeni, da je bilo v regiji na 100 oseb, mlajših od 15 let, 125 oseb, starih najmanj 65 let. Delež prebivalcev, starih 0–14 let, je bil tukaj največji (16,4-odstoten), delež prebivalcev, starih nad 64 let, pa drugi najmanjši (20,5-odstoten).
Regija je imela drugi najvišji naravni prirast: –0,6 na 1.000 prebivalcev. V njej se je rodilo okoli 10 otrok na 1.000 prebivalcev, kar je bilo največ med vsemi regijami. Povprečna starost mater ob rojstvu vseh otrok je bila v jugovzhodni Sloveniji najnižja (30,2 leta). V tej regiji je bil tudi najvišji delež živorojenih otrok, rojenih materam, mlajšim od 25 let (15,5 %). Povprečna starost umrlih je tukaj in v podravski znašala 78 let, kar je bila druga najnižja starost na ravni regij. Delež prezgodnje umrljivosti, ki izraža delež mlajših od 65 let med umrlimi v posameznem letu, je bil 15,8-odstoten, drugi najvišji.
Izobrazbena sestava je bila manj ugodna v primerjavi s slovenskim povprečjem. S 13,7-odstotnim deležem prebivalcev (25–64 let) s končano največ osnovno šolo je bila regija na tretjem mestu. Prebivalcev z višješolsko ali visokošolsko izobrazbo je bilo 29,9 %, kar je bilo za 3,4 odstotne točke manj od povprečja v Sloveniji. Po drugi strani se je uvrstila med regije z več študenti (34 na 1.000 prebivalcev) ter med regije z največ diplomanti (8 na 1.000 prebivalcev).
Razmere na trgu dela
Stopnja delovne aktivnosti je bila za 1,5 odstotne točke višja od povprečja; dosegla je 70,8 %, kar pomeni, da je bilo med delovno sposobnimi prebivalci te regije (15–64 let) okoli 71 % delovno aktivnih, tj. zaposlenih in samozaposlenih. Stopnja anketne brezposelnosti je bila s 3,7 % enaka državnemu povprečju. Z 28 % delovnih migrantov je imela peti najvišji delež. Največ delovnih migrantov je na delo odhajalo v osrednjeslovensko regijo (79 %), sledila je posavska (7 %). 
Povprečna mesečna neto plača zaposlenega v tej regiji je leta 2023 znašala 1.479 EUR in je bila samo v tej in v osrednjeslovenski regiji višja od slovenskega povprečja (v tej za 33 EUR, v osrednjeslovenski pa za 122 EUR).
Gospodarstvo
Razpoložljivi dohodek na prebivalca je bil v jugovzhodni Sloveniji drugi najvišji; obsegal je 17.233 EUR. Od povprečja na ravni države (16.615 EUR) je bil višji za 3,7 %. Bruto domači proizvod na prebivalca je bil četrti najvišji regionalni BDP v Sloveniji; znašal je 27.170 EUR in je bil od povprečja nižji za 9,9 %.
V regiji je delovalo nekaj več kot 12.100 podjetij in vsako je zaposlovalo povprečno 4,6 osebe; to je bilo drugo najvišje povprečje med regijami.
Kakovost življenja
Splošno zadovoljstvo z življenjem so prebivalci te regije ocenili enako kot prebivalci osrednjeslovenske in posavske – vsi z oceno 7,8 (na lestvici od 0 do 10), kar je bilo nad povprečjem (7,7). Stopnja tveganja revščine (10,2 %) in stopnja tveganja socialne izključenosti (11,2 %) sta bili v tej regiji tretji najnižji. Delež oseb, starih 0–64 let, ki živijo v gospodinjstvih, katerih odrasli člani (tj. stari 18–64 let) so za dohodek delali manj kot petino svojega razpoložljivega delovnega časa, izraženega v mesecih, je bil tukaj med najvišjimi. Znašal je 4,5 %, višje so imeli le v podravski, pomurski in zasavski regiji.
Regija je izstopala tudi po največjem številu obsojenih oseb (polnoletnih in mladoletnih); teh je bilo 5,4 na 1.000 prebivalcev oz. skoraj 3 več od slovenskega povprečja (na 1.000 prebivalcev).
Število osebnih avtomobilov (597 na 1.000 prebivalcev) in njihova povprečna starost (11,3 leta) sta bila nad povprečjem v državi – to je znašalo 579 avtomobilov na 1.000 prebivalcev, njihova povprečna starost pa 11,1 leta.
Okolje
Gospodinjstvom je bilo iz javnega vodovoda dobavljeno 33,9 m3 vode na prebivalca. Pred izpustom iz javnega kanalizacijskega sistema je bilo prečiščene 97,3 % odpadne vode, kar je bil drugi najvišji delež; povprečje za Slovenijo je znašalo 72,4 %. V regiji je na prebivalca nastalo 450 kg komunalnih odpadkov, 68 kg manj od povprečja. Ločeno so zbrali približno 70 % nastalih komunalnih odpadkov, kar je bil eden najnižjih deležev.
Sestavlja jo 21 občin
Občine v regiji se med seboj zelo razlikujejo. Tako je del te regije tudi prebivalstveno najmanjša slovenska občina, Osilnica. V njej je na sredini leta 2023 živelo 338 prebivalcev. Druga najmanjša občina v regiji po številu prebivalcev in peta najmanjša v državi je bila občina Kostel s 620 prebivalci. V Novem mestu, prebivalstveno največji občini v regiji in šesti največji v državi, pa je živelo 38.189 prebivalcev oz. okoli četrtina vseh v regiji. Del regije je tudi občina Kočevje, po površini največja občina v Sloveniji. Obsega 556 m2, kar je skoraj toliko kot znaša skupna površina 29 najmanjših občin.

## Statistična regija jugovzhodna Slovenija v številkah
| Statistični podatki                                               |          |  | Statistični kazalniki                                                                         |        |
| ----------------------------------------------------------------- | -------- |  | --------------------------------------------------------------------------------------------- | ------ |
| Površina, km2, 1. 1. 2023                                         | 2.675    |  | Gostota naseljenosti, 1. 7. 2023                                                              | 55,0   |
| Število prebivalcev, 1. 7. 2023                                   | 147.406  |  | Povprečna starost prebivalcev, 1. 7. 2023                                                     | 43,2   |
| Naravni prirast, 2023                                             | –93      |  | Delež prebivalcev, starih 0-14 let (%), 1. 7. 2023                                            | 16,4   |
| Število učencev v osnovnih šolah, 2023/2024                       | 14.690   |  | Delež prebivalcev, starih 65 let ali več (%), 1. 7. 2023                                      | 20,5   |
| Število dijakov (po prebivališču), 2023/2024                      | 5.569    |  | Naravni prirast (na 1.000 prebivalcev), 2023                                                  | –0,6   |
| Število študentov (po prebivališču), 2023/2024                    | 5.091    |  | Skupni selitveni prirast (na 1.000 prebivalcev), 2023                                         | 5,4    |
| Število delovno aktivnih prebivalcev (po prebivališču), 2023      | 65.968   |  | Skupni prirast (na 1.000 prebivalcev), 1. 1. 2023                                             | 4,7    |
| Število zaposlenih oseb (po delovnem mestu), 2023                 | 51.674   |  | Delež prebivalcev, starih 25 do 64 let, z osnovno šolo ali manj, 1. 1. 2023                   | 13,7   |
| Število samozaposlenih oseb (po delovnem mestu), 2023             | 6.277    |  | Delež prebivalcev, starih 25 do 64 let, z višjo ali visoko izobrazbo, 1. 1. 2023              | 29,9   |
| Povprečna mesečna bruto plača na zaposleno osebo (EUR), 2023      | 2.262,08 |  | Stopnja delovne aktivnosti (%), 2023                                                          | 70,8   |
| Število podjetij, 2023                                            | 12.120   |  | Število izdanih gradbenih dovoljenj (na 1.000 prebivalcev), 2023                              | 6,0    |
| Regionalni bruto domači proizvod (mio. EUR), 2023                 | 4.004    |  | Bruto domači proizvod na prebivalca (EUR, tekoči tečaj), 2023                                 | 27.170 |
| Kmetijska zemljišča v uporabi, ha, 2020                           | 48.232   |  | Obsojeni polnoletni in mladoletni (na 1.000 prebivalcev), 2023                                | 5,4    |
| Število prihodov turistov, 2023                                   | 157.849  |  | Število osebnih avtomobilov (na 1.000 prebivalcev), 31. 12. 2023                              | 597    |
| Število prenočitev turistov, 2023                                 | 487.750  |  | Komunalni odpadki, zbrani z javnim odvozom (kg/prebivalca), 2023                              | 307    |
| Vir: Statistični urad Republike Slovenije, Podatkovna baza SiStat |          |  | Vir: Statistični urad Republike Slovenije, Slovenske statistične regije in občine v številkah |        |

## Občine v statistični regiji
- Občina Črnomelj
- Občina Dolenjske Toplice
- Občina Kočevje
- Občina Kostel
- Občina Loški Potok
- Občina Metlika
- Občina Mirna
- Občina Mirna Peč
- Občina Mokronog - Trebelno
- Mestna občina Novo mesto
- Občina Osilnica
- Občina Ribnica
- Občina Semič
- Občina Sodražica
- Občina Straža
- Občina Šentjernej
- Občina Šentrupert
- Občina Škocjan
- Občina Šmarješke Toplice
- Občina Trebnje
- Občina Žužemberk